# Cyanophaia bicolor
Cyanophaia bicolor е вид птица от семейство Колиброви (Trochilidae), единствен представител на род Cyanophaia.

## Разпространение
Видът е разпространен в Доминика и Мартиника.